# You're Gettin' Even While I'm Gettin' Odd
You're Gettin' Even While I'm Gettin' Odd è il quindicesimo album dei The J. Geils Band, uscito nel 1984.

## Tracce
1. Concealed Weapons
2. Heavy Petting
3. Wasted Youth
4. Eenie, Meenie, Minie, Moe
5. Tell 'Em, Jonesy
6. You're Gettin' Even While I'm Gettin' Odd (Seth Justman)
7. The Bite from Inside
8. Californicatin'
9. I Will Carry You Home